# Lokovina
Lokovina – wieś w Słowenii, w gminie Dobrna. W 2018 roku liczyła 330 mieszkańców.